# Departamento Picunches
Picunches es uno de los 16 departamentos en los que se encuentra dividida la provincia argentina de Neuquén.

## Superficie y límites
El departamento tiene una extensión de 5.913 km² (6,3% del total provincial) y limita al norte con el departamento Loncopue, al este con el departamento Añelo, al sur y sudeste con el departamento Zapala, al sudoeste con el departamento Alumine y al oeste con la República de Chile.

## Población
Según el censo de 2010, vivían 7022 personas en todo el departamento. Esta cifra lo ubicó como el 11.º departamento más poblado de la provincia y el 6.º entre los departamentos cordilleranos (los que limitan con Chile).
El censo argentino de 2022 reportó 8495 habitantes.Esto representó un crecimiento del 21.0%.

### Evolución demográfica
| AÑO  | POBLACIÓN |
| ---- | --------- |
| 1991 | 5812      |
| 2001 | 6427      |
| 2010 | 7022      |
| 2022 | 8495      |

Junto a los de Loncopué, Catán Lil, Zapala y Ñorquin, es uno de los departamentos cuya población creció menos durante la década de 1990.

## Localidades[7]
Bajada del Agrio
Quili Malal
La Buitrera
Las Lajas

### Parajes
- Agrio del Medio
- El Chenque
- Mallin Quemado
- Villa del Agrio
- Peña Haichol
- San Demetrio
- Covunco
- Codihué